# Paraocalemia longirostris
Paraocalemia longirostris är en skalbaggsart som först beskrevs av Holzschuh 1991.  Paraocalemia longirostris ingår i släktet Paraocalemia och familjen långhorningar. Inga underarter finns listade i Catalogue of Life.